# Ouvrage de l'Annexe Sud de Coume
L'ouvrage de l'Annexe Sud de Coume est un ouvrage fortifié de la ligne Maginot, situé sur la commune de Niedervisse, dans le département de la Moselle.
C'est un petit ouvrage mixte d'infanterie et d'artillerie, comptant quatre blocs. Construit à partir de 1931, il a été épargné par les combats de juin 1940.

## Position sur la ligne
Faisant partie du sous-secteur de Narbéfontaine dans le secteur fortifié de Boulay, l'ouvrage de l'Annexe Sud de Coume, portant l'indicatif A 32, est intégré à la « ligne principale de résistance » entre l'ouvrage de Coume (A 30) au nord et la casemate d'intervalle de Bisterberg Nord I (C 65) au sud, à portée de tir des canons de la casemate RFM du Bois d'Ottonville (BCa 1).
L'ouvrage est installé sur la cote 392, à la lisière sud du bois de Coume.

## Description

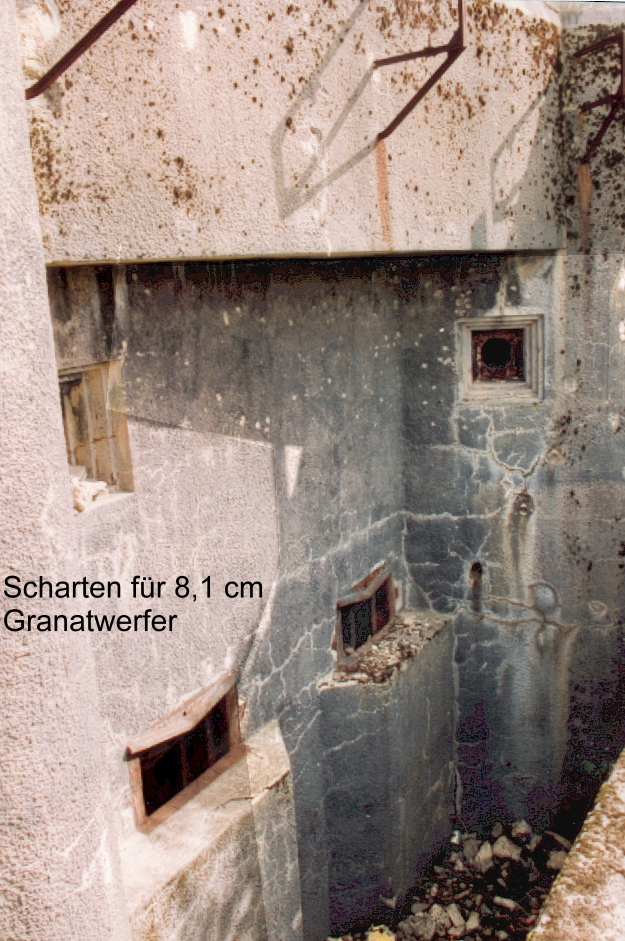
Créneaux du bloc 3.

L'ouvrage est composé en surface de quatre blocs de combat, dont l'un sert aussi de bloc d'entrée, avec en souterrain des magasins à munitions (M 2), des stocks d'eau, de gazole et de nourriture, des installations de ventilation et de filtration de l'air, une usine électrique et une caserne, le tout relié par des galeries profondément enterrées. L'énergie est fournie par deux groupes électrogènes, composés chacun d'un moteur Diesel Renault 6-115 (six cylindres, délivrant 54 ch à 750 tr/min) couplé à un alternateur. Le refroidissement des moteurs se fait par circulation d'eau.
L'ouvrage devait recevoir en 2e cycle une entrée séparée à l'ouest ; il est l'un des deux seuls ouvrages du Nord-Est (avec le P.O. de Lembach) à être dépourvu de tourelle de mitrailleuses, c'est un des rares ouvrages du secteur équipé d'un peu d'artillerie.
Le bloc 1 est une casemate cuirassée d'infanterie, armée avec une cloche JM (jumelage de mitrailleuses) et une cloche GFM (guetteur fusil-mitrailleur). Le bloc est équipé d'une sortie de secours.
Le bloc 2 est une casemate cuirassée équipée avec une cloche JM, une cloche GFM et une cloche LG (lance-grenades).
Le bloc 3 sert en même temps d'entrée et de casemate mixte d'artillerie et d'infanterie, avec en sous-sol deux créneaux pour mortier de 81 mm, puis au-dessus un créneau mixte pour JM/AC 47 (jumelage de mitrailleuses et canon antichar de 47 mm) et un autre créneau pour JM, enfin sur les dessus sont installées deux cloches GFM.
Le bloc 4 sert de casemate cuirassée d'infanterie en même temps qu'observatoire, avec une cloche VDP (vue directe et périscopique), une cloche JM et une cloche GFM.

## Histoire
L'annexe sud de Coume, avec ses quatre blocs, était l'ouvrage le plus important de Coume. Il était servi par 200 hommes provenant essentiellement du 160e RIF, sous le commandement du capitaine Faucoulanche, qui avait également autorité sur l'ouvrage de Coume. L'architecture de l'ouvrage était étrange, avec des courbes et des chambres minuscules ; les murs du bloc 3, qui servait d'entrée, étaient recouverts de fresques peintes par les soldats. Les soldats n'y étaient pas malheureux, s'estimant chanceux d'être au chaud et bien nourris. Faucoulanche avait même désigné quatre hommes pour jardiner un demi-hectare de terrain afin d'améliorer l'ordinaire.
Après le début des hostilités, l'ouvrage n'a pas eu à combattre, les Allemands ayant contourné la ligne Maginot. À la suite de l'armistice du 22 juin 1940, l'ouvrage reçoit de l'état-major l'ordre de se considérer prisonnier des Allemands. Ceux-ci arrivent le 3 juillet au soir, et conduisent les Français à marche forcée en Allemagne le lendemain. La quasi-totalité de ces Français passera cinq années en captivité en Allemagne.

## L'ouvrage aujourd'hui
Si le gros œuvre est en bon état, les équipements ont souffert du vandalisme et des pillages. Cloches et cuirassements sont encore visibles en surface, mais pour des raisons de sécurité l'accès a été rendu impossible par le remblaiement des façades.